# Nick Bruce
Nick Bruce (16 de maio de 1992) é um desportista estado-unidense que compete no ciclismo na modalidade de BMX estilo livre. Ganhou uma medalha de bronze no Campeonato Mundial de Ciclismo Urbano de 2019, na prova de parque.

## Palmarés internacional
| Campeonato Mundial | Campeonato Mundial | Campeonato Mundial | Campeonato Mundial |
| Ano                | Lugar              | Medalha            | Competição         |
| ------------------ | ------------------ | ------------------ | ------------------ |
| 2019               | Chengdu China      | Medalha de bronze  | Parque             |